# Квітнева відьма
«Квітнева відьма» (швед. Aprilhäxan) — роман шведської письменниці Майгулль Аксельссон, написаний 1997-го року; розповідає історію прикутої до ліжка Дезіре та її зведених сестер. Роман перекладено 23 мовами.

## Сюжет
«Квітнева відьма» Майґулль Аксельссон — це прониклива й загадкова історія про чотирьох жінок, чиї долі таємничо переплелися. Головна героїня, Дезіре, з дитинства прикута до ліжка через важку хворобу, але володіє надзвичайним даром — вона квітнева відьма, тобто може проникати в думки й життя інших людей, впливаючи на їхні рішення. Дезіре спостерігає за своїми зведеними сестрами, хоча вони навіть не здогадуються про її існування.
Крістіна, Маргарета та Біргітта виросли в одному домі, але їхні життя склалися зовсім по-різному. Три жінки несуть у собі велику порожнечу, яку не можуть заповнити ні родиною, ні кар'єрою, ні алкоголем чи сексом. Невидима, але болісна нитка зв'язує їх крізь роки, навіть попри мінімізацію спілкування. Дезіре, спостерігаючи за  життями сестер, намагається зрозуміти, чому саме ці жінки отримали шанс на нормальне життя, тоді як вона сама залишилася осторонь. Коли таємничі листи починають зводити сестер разом, їхні життя переплітаються ще більше.
Ця книга досліджує складність людських стосунків, питання ідентичності, втрат і вибору, а також впливу дитячих травм на подальше життя. Крім цього, роман піднімає проблематику місця в суспільстві та умов проживання людей з інвалідністю.

## Нагороди та номінації
Роман «Квітнева відьма» отримав Премію Авґуста (Augustpriset) у 1997 році в категорії «Кращий роман».

## Український переклад
- Майгулль Аксельссон. Квітнева відьма. Переклад з шведської: Софія Волковецька. Обкладинка: Валерія Печеник. Київ: Видавничий дім «Комора», 2024. 608 стор., ISBN 978–617–7286–71–3[5]